# Paraliparis albescens
Paraliparis albescens és una espècie de peix pertanyent a la família dels lipàrids.

## Hàbitat
És un peix marí i batidemersal que viu entre 362 i 906 m de fondària.

## Distribució geogràfica
Es troba al Pacífic oriental central: Califòrnia (els Estats Units).

## Observacions
És inofensiu per als humans.